# Anais Granofsky
Anais Granofsky (* 14. Mai 1973 in Toronto, Ontario) ist eine kanadische Schauspielerin, Filmregisseurin, Drehbuchautorin und Filmproduzentin. 

## Leben und Leistungen
Anais Granofsky hat eine afroamerikanische Mutter und einen russisch-jüdisch-kanadischen Vater. Sie ist die ältere Schwester der Schauspielerin Lea-Helen Weir. Ab dem Alter von neun Jahren spielte sie in der Fernsehserie Degrassi Junior High die Rolle der Lucy Fernandez. 1990 wurde Granofsky gemeinsam mit anderen für diese Serie beim Young Artist Award nominiert. Eine kleine Nebenrolle als Büroangestellte verkörperte sie im Thriller Getäuscht (1991) von Regisseur Damian Harris mit Goldie Hawn in der Hauptrolle. Um das Regiehandwerk und das Drehbuchschreiben zu erlernen, besuchte sie vier Jahre lang die New York University und kehrte dann nach Toronto zurück. In der dramatischen Agentenserie Nikita war Granofsky in acht Folgen der ersten beiden Staffeln als Carla zu sehen. Sie war die Nachbarin und Freundin der Hauptfigur, dargestellt von Peta Wilson, bevor Carlas wahre Identität als Agentin zutage kam. Eine kleinere Nebenrolle hatte Granofsky in der Filmkomödie Ein Date zu dritt (1999) mit Matthew Perry. Zu Beginn ihrer Berufslaufbahn trat sie hauptsächlich in Fernsehserien auf. In den letzten Jahren wirkte sie bevorzugt als Filmregisseurin, Drehbuchautorin und Filmproduzentin in Independentfilmen.

## Filmografie

### Als Schauspielerin
- 1982: Bei uns und nebenan (The Kids of Degrassi Street) (Fernsehserie, 6 Episoden)
- 1989: Ultraman – Mein geheimes Ich (My Secret Identity) (Fernsehserie, Episode 1x21)
- 1987–1991: Degrassi Junior High (Fernsehserie, 36 Episoden)
- 1991: Getäuscht (Deceived)
- 1992: School’s Out (Fernsehfilm)
- 1992: Auf eigene Faust (Counterstrike) (Fernsehserie, Episode 3x10)
- 1995: Nick Knight – Der Vampircop (Forever Knight) (Fernsehserie, Episode 3x10)
- 1996: Gänsehaut – Die Stunde der Geister (Goosebumps) (Fernsehserie, Episode 2x07)
- 1996: Das Urteil der Geschworenen (We the Jury)
- 1996: Rebound: The Legend of Earl ’The Goat’ Manigault (Fernsehfilm)
- 1997–1998: Fast Track (Fernsehserie, 22 Episoden)
- 1997–1998: Nikita (La Femme Nikita) (Fernsehserie, 8 Episoden)
- 1998: White Raven – Der Diamant des Todes (The White Raven)
- 1999: Spiel auf Leben und Tod (Mind Prey)
- 1999: Ein Date zu dritt (Three to Tango)
- 1999: Zweimal im Leben (Twice in a Lifetime) (Fernsehserie, Episode 1x10)
- 2000: Loretta – Triumph des Willens (The Loretta Claiborne Story) (Fernsehfilm)
- 2001: Invitation
- 2001: On Their Knees
- 2001–2002: Soul Food (Fernsehserie, 10 Episoden)
- 2001–2003: Degrassi: The Next Generation (Fernsehserie, 4 Episoden)

### Als Regisseurin
- 1999: Have Mercy
- 2001: On Their Knees
- 2002: Degrassi: The Next Generation (Fernsehserie, Episode 2x11)
- 2004: The Limb Salesman
- 2009: Da Kink in My Hair (Fernsehserie, 2 Episoden)

### Als Drehbuchautorin
- 1999: Have Mercy
- 2001: On Their Knees
- 2004: The Limb Salesman

### Als Filmproduzentin
- 2004: The Limb Salesman